# Drosophila dossoui
Drosophila dossoui este o specie de muște din genul Drosophila, familia Drosophilidae, descrisă de Chassagnard în anul 1991.
Este endemică în Benin. Conform Catalogue of Life specia Drosophila dossoui nu are subspecii cunoscute.